# Macchina contabile

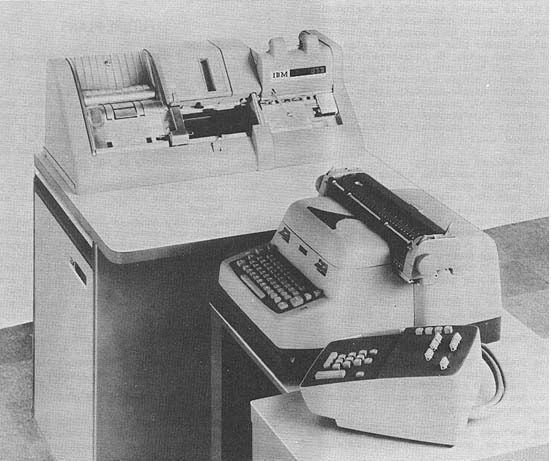
Un IBM 632

Una macchina contabile, denominata anche fatturatrice, è una macchina da calcolo specializzata nella produzione di documenti contabili.
Le prime macchine contabili erano essenzialmente delle macchine da scrivere collegate a delle calcolatrici meccaniche, scelta che permetteva di semplificare l'emissione di documenti contabili.
Tra gli anni '40 e '50 le macchine contabili più complesse erano veri e propri calcolatori, capaci di essere programmati e di elaborare larghe quantità di dati, come il Monrobot XI, mentre le macchine contabili più semplici restavano calcolatrici specializzate, spesso interfacciabili al calcolatore con un perforatore di schede, come la Olivetti Mercator 5000.
Con l'avvento dei calcolatori da tavolo tra metà anni '60 e inizio anni '70, alcune aziende come Mathatronics, Olivetti e Wang Laboratories misero in commercio soluzioni integrate tra calcolatore e macchina da scrivere, che ne permisero l'uso come fatturatrici.
A segnare il fato delle macchine contabili fu la diffusione dei microcomputer prima e dei personal computer dopo, che eliminò la necessità di macchine specifiche per l'elaborazione contabile.